# Alex Koslov
Alex Sherman (Moscou, 21 de janeiro de 1984), mais conhecido pelo seu nome no ringue Alex Koslov, é um lutador de wrestling profissional russo, nascido na República Socialista Soviética da Moldávia.

## Títulos e prêmios
- Asistencia Asesoría y Administración
  - AAA Cruiserweight Championship (2 vezes)[4]
  - AAA World Mixed Tag Team Championship (1 vez) – com Christina Von Eerie[5]

- Pro Wrestling Illustrated
  - PWI o colocou como 145° dos 500 melhores lutadores individuais durante a PWI 500 de 2009[6]

- NWA UK Hammerlock
  - NWA British Commonwealth Heavyweight Championship (1 vez)[7]